# سكريل
سكريل أو Skrill (المعروفة سابقًا باسم Moneybookers ) هي شركة تجارة إلكترونية تسمح بإجراء المدفوعات وتحويل الأموال عبر الإنترنت، مع التركيز على التحويلات المالية الدولية منخفضة التكلفة. 
تملكها وتديرها شركة Skrill Limited، وهي شركة مقرها المملكة المتحدة ومسجلة كشركة لخدمات المال مع إيرادات صاحبة الجلالة والجمارك، وتخضع لسلطة السلوك المالي ومرخصة للعمل في المنطقة الاقتصادية الأوروبية.  
منذ عام 2015، تنتمي سكريل إلى مجموعة Paysafe،  جنبًا إلى جنب مع المنافس السابق نيتلر وطريقة الدفع المسبق paysafecard.

## التاريخ
في 27 يوليو 2001، تم تأسيس Moneybookers Limited في المملكة المتحدة.  في مارس 2007، تم شراء Moneybookers من قبل إنفستكورب بمبلغ 105 مليون يورو ، واعتبارًا من 9 مارس 2009، تم طرحها للبيع من قبل مالكيها مقابل حوالي 365 مليون جنيه إسترليني. 
في فبراير 2010، صنفت صحيفة صنداي تايمز Moneybookers على أنها أسرع شركة مدعومة للأسهم الخاصة في المملكة المتحدة على أساس الأرباح.  في عام 2011، وصلت قاعدة عملاء الشركة إلى 25 مليونًا، بما في ذلك 120 ألف حساب تجاري،  يتم دمج بوابة الدفع الخاصة بها بواسطة عدد من العلامات التجارية العالمية عبر الإنترنت، مثل فيسبوك وسكايب وإيباي.  
في سبتمبر 2011، أعلنت Moneybookers أنهم سيعيدون تسمية خدمتهم باسم Skrill. تم الانتهاء من إعادة تسمية المنتج في عام 2013. 
```
في فبراير 2013، أكملت سكريل استحواذها على طريقة الدفع المسبق النمساوية Paysafecard

[
14
]
```

في أغسطس 2013، استحوذت CVC Capital Partners على سكريل مقابل 600 مليون يورو.  اعتبارًا من عام 2014، تمت الموافقة على سكريل من قِبل New Jersey Division of Gaming Enforcement (NJDGE) باعتبارها المحفظة الرقمية الوحيدة التي تمت الموافقة عليها لممارسة المقامرة عبر الإنترنت في نيوجيرسي. 
```
في مارس 2015،أعلنت Optimal Payments، الشركة الأم لـنتلر منافسه سكريل، اقتراحا رسميا من أجل الاستحواذ على مجموعة سكريل مقابل 1.1 بليون 
يورو
. تم الانتهاء من الصفقة في الربع الثالث من عام 2015 وفقا للأطراف. 
[
17
]
 في أبريل 2015، أعلنت مجموعة Skrill Group أنها قد أتمت عملية الاستحواذ على 
يو كاش
، وهي شركة منافسة لبطاقة paysafecard ومقرها المملكة المتحدة، والتي تم دمجها خلال نفس العام. في يونيو 2018، قدم سكريل خدمة التشفير التي تتيح للعملاء شراء 
العملات الرقمية
 باستخدام أرصدتهم في العملة الورقية المحلية للقيام بعمليات مشابهة لمجموعة من العملات الرقمية عبر المحفظة. 
[
بحاجة لمصدر
]
```

## الخدمات
يمكن إنشاء حسابات سكريل في واحدة من 40 عملة مدعومة ويمكنك إضافة المزيد من العملات إلى حسابك لاحقًا.  يمكن للعملاء شراء بطاقة مسبقة الدفع تحمل علامة سكريل، مرتبطة بالحساب، بإحدى العملات الأربع: الدولار الأمريكي، واليورو، والـزلوتي البولندي، والجنيه الإسترليني.  يتم منح العملاء المميزين الذين يتمتعون بعمليات عالية عضوية مميزة تسمى "Skrill VIP" تتضمن ميزات إضافية، مثل جهاز الدخول الآمن والحسابات متعددة العملات والقدرة على كسب نقاط الولاء. 

## حصار ويكيليكس
في أغسطس 2010، قام سكريل بحظر الحساب الذي تديره ويكيليكس كحساب لجمع التبرعات، مشيرًا إلى إضافة المنظمة إلى قوائم سوداء وقوائم مراقبة أمريكية في أستراليا. 

## روابط خارجية
- الموقع الرسمي